# Marianne Aminoff
Marianne Elisabet Aminoff (født 21. september 1916 i Uddevalla, død 14. april 1984 i Stockholm) var en svensk skuespillerinde, der optrådte i over 40 film mellem 1937 og 1983.
Aminoff studerede på Dramatens elevskola fra 1935 til 1937. Efter studierne var hun blandt andet tilknyttet Göteborgs stadsteater, Dramaten og Vasateatern.

## Privatliv
Aminoff var gift med skuespilleren Frank Sundström fra 1956 til 1966. Hun ligger begravet på Norra begravningsplatsen udenfor Stockholm.

## Udvalgt filmografi
- Sejrherren fra Hampton Roads (1937)
- Sommerløjer (1938)
- Styrmand Karlsens flammer (1938, ukrediteret)
- Optimisten og pessimisten (1938)
- Kun en husassistent (1939)
- Juninatten (1940)
- Med dig i mine arme (1940)
- En fattig millionær (1941)
- Tag dig af Ulla (1942)
- Lev farligt (1944)
- Et tosset eventyr (1945)
- Her kommer vi! (1947)
- Hed er min længsel (1956)
- Halstørklædet (tv-serie, 1962)
- Det sidste eventyr (1974)
- Ansigt til ansigt (1976)
- Paradishuset (1977)
- Høstsonaten (1978)
- Manden som gik op i røg (1980)
- Fanny og Alexander (1982)